# Rebellion (píseň, Linkin Park)
„Rebellion“ je píseň americké rockové skupiny Linkin Park. Skupina ji nahrála pro své šesté studiové album The Hunting Party, kde se objevuje jako osmá skladba alba. Na skladbě pracoval hudebník Daron Malakian. Skladba vyšla 4. června 2014.
Původně měla písnička dostat i hudební videoklip, ale nakonec z plánu sešlo.

## Seznam skladeb
| Pořadí | Název                              | Délka |
| ------ | ---------------------------------- | ----- |
| 1.     | "Rebellion" (feat. Daron Malakian) | 3:44  |

## Obsazení

### Linkin Park
- Chester Bennington – zpěv
- Rob Bourdon – bicí, perkuse
- Brad Delson – kytara
- Dave "Phoenix" Farrell – basová kytara
- Joe Hahn – samplování, programování
- Mike Shinoda – zpěv, kytara, klávesy

### Ostatní hudebníci
- Daron Malakian – kytara